# Сауляк
Сауляк — золоторудне родовище в Закарпатській області за 17 км на південь від м. Рахів та на північно-західній околиці с. Ділове.

## Загальний опис
Родовище «Сауляк» розвідане канавами, свердловинами колонкового буріння і підземними гірських виробками на 2-х горизонтах. Руди представлені хлорит-серицитовими і кварц-серицитовими породами, що включають лінзи, жили і прожилки кварцу. Мінеральний склад слюдистих порід: кварц 50-60 %, польовий шпат 15-13 %, слюди 5-10 % , карбонати 5-10 %. У кварц-карбонатних породах вміст карбонатів становить 70-80,5 %, кварцу 20-30 %. Масова частка кремнезему в руді становить 59,6 %, глинозему 8,8 %, Fe2O3 і Fe відповідно 1,6 % і 3,6 %, вуглецю органічного 0,7 %. Головним рудним мінералом є золото, розповсюджене в основному в самородній формі. Розкриття більшості вкраплень золота відбувається при крупності <0.1 мм, повне розкриття — при крупності 0,07-0,05 мм. Розроблена гравітаційно-флотаційна схема збагачення з вилученням золота понад 90 %.